# Сахароза
Сахаро́за (также допустим вариант сукро́за, в быту может именоваться просто сахаром) — дисахарид из группы олигосахаридов, состоящий из остатков двух моносахаридов: α-глюкозы и β-фруктозы.
Сахароза является весьма распространённым в природе дисахаридом. Она встречается во многих фруктах, плодах и ягодах. Особенно велико содержание сахарозы в сахарной свёкле и сахарном тростнике, из сока которых её экстрагируют и очищают на сахарных заводах.
Заводы, производящие сахарозу из сахарного тростника, расположены в тропических регионах в непосредственной близости от места произрастания данной культуры, поскольку после сбора сырой массы требуется её быстрая переработка во избежание потерь продукта. Сырую массу тростника измельчают и извлекают из неё сахар-сырец, который далее отправляется на глубокую очистку (рафинирование) для переработки в чистую сахарозу.
Заводы, производящие сахарозу из сахарной свёклы, расположены в умеренном климате и могут быть значительно удалены от места произрастания культуры (в отличие от сахарного тростника) — сырая масса сахарной свёклы выдерживает длительное хранение без потери целевого продукта, поэтому для неё не требуется быстрая переработка.
Процесс рафинирования сахара включает в себя промывку кристаллов сахара-сырца перед растворением их в сахарном сиропе, который фильтруется, а затем пропускается через угольный фильтр для удаления остаточных соединений. Затем сахарный сироп концентрируют путём кипячения раствора при пониженном давлении и кристаллизуют в ходе окончательного процесса очистки с получением кристаллов практически чистой сахарозы.
Сахар, в основном состоящий из сахарозы, является важнейшим компонентом при производстве многих продуктов питания. Только в 2017 году во всём мире было произведено около 185 миллионов тонн сахара.
Сахароза, попадая в кишечник, быстро гидролизуется альфа-глюкозидазой тонкой кишки на глюкозу и фруктозу, которые затем всасываются в кровь. Ингибиторы альфа-глюкозидазы, такие, как акарбоза, тормозят расщепление и всасывание сахарозы, а также и других углеводов, гидролизуемых альфа-глюкозидазой, в частности крахмала. Это используется в лечении сахарного диабета 2-го типа.

## Биосинтез сахарозы
Биосинтез сахарозы протекает через уридиндифосфатглюкозу и фруктозо-6-фосфат. Реакция катализируется ферментом сахарозо-6-фосфатсинтазой.
Сахароза синтезируется преимущественно фотосинтезирующими организмами (растениями, водорослями и цианобактериями), но также может синтезироваться в качестве термопротектора некоторыми термофильными бактериями. Сахароза является конечным продуктом фотосинтеза и в природе встречается во многих растениях вместе с моносахаридами глюкозой и фруктозой. Во многих фруктах, таких как ананас и абрикос, сахароза является основным углеводом, содержащимся в мякоти плодов. В других плодах, например, в винограде и грушах, сахароза присутствует примерно в равных или меньших количествах по отношению к другим.

## Физико-химические свойства
В чистом виде сахароза представляет собой бесцветные моноклинные кристаллы. При застывании расплавленной сахарозы образуется аморфная прозрачная масса коричневато-оранжевого оттенка — карамель. Сахароза имеет очень высокую растворимость в воде. Растворимость (в граммах на 100 граммов растворителя): в воде 179 (0 ℃) и 487 (100 ℃), в этаноле 0,9 (20 ℃). Малорастворима в метаноле. Плохо растворима в диэтиловом эфире. Плотность равна 1,587 г/см3.
В сахарозе мономеры глюкозы и фруктозы образуют эфирную связь между С1 на глюкозильной субъединице и С2 на фруктозильной единице (гликозидная связь). В отличие от большинства других дисахаридов, гликозидная связь в сахарозе образуется между восстанавливающими концами глюкозы и фруктозы, а не между восстанавливающим концом одной и невосстанавливающим концом другой. Эта связь ингибирует дальнейшее связывание с другими сахаридными единицами и предотвращает реакцию сахарозы с другими макромолекулами, как это происходит с глюкозой и другими редуцирующими сахарами. Поскольку сахароза не содержит аномерных гидроксильных групп, её относят к невосстанавливающим сахарам.
Сахароза не проявляет восстанавливающих свойств —  она не реагирует с реактивами Толленса, Фелинга и Бенедикта, поскольку не образует открытую форму и поэтому не проявляет свойств альдегидов и кетонов. Наличие гидроксильных групп в молекуле сахарозы легко подтверждается реакцией со щелочами. Если раствор сахарозы прилить к гидроксиду меди(II), образуется ярко окрашенный синий раствор комплекса сахарозы и ионов меди. Альдегидная группа в сахарозе отсутствует: при нагревании с аммиачным раствором оксида серебра(I) она не даёт реакцию «серебряного зеркала», а с гидроксидом меди(II) не проходит реакция «медного зеркала».
Из числа изомеров сахарозы, имеющих молекулярную формулу С12Н22О11, можно выделить мальтозу и лактозу.
Сахароза кристаллизуется в моноклинной пространственной группе с параметрами решётки при комнатной температуре a = 1,08631 нм, b = 0,87044 нм, c = 0,77624 нм, β = 102,938°.
Чистоту сахарозы обычно определяют поляриметрически. Удельное вращение при 20 ℃ плоскополяризованного жёлтого света D-линии натрия (длина волны 589 нм) составляет +66,47°. Коммерческие образцы сахара анализируются с использованием данного параметра.

### Термическая и окислительная деградация
Сахароза плавится при 186 ℃ с разложением (образуется карамель). Как и другие углеводы, она горит в присутствии кислорода. При смешивании сахарозы с нитратом калия (окислитель) и небольшим количеством катализатора (оксид железа(III), оксид марганца(IV) и другие) можно получить заряд для твердотопливной ракеты, которое используется для приведения в движение любительских ракет.
Сахароза самопроизвольно воспламеняется в присутствии хлорноватой кислоты, образующейся в результате реакции соляной кислоты и хлората калия, с которым в сухом виде сахароза не реагирует:
{\displaystyle {\ce {C12H22O11 + 8HClO3 -> 12CO2 + 11H2O + 8HCl}}}
Сахарозу можно подвергнуть карбонизации концентрированной серной кислотой с образованием богатой углеродом «пены».

### Гидролиз
Гидролиз разрывает гликозидную связь, превращая сахарозу в глюкозу и фруктозу. В чистой воде это происходит настолько медленно, что растворы сахарозы могут сохраняться годами с незначительными изменениями. Однако если добавить фермент сахаразу, реакция будет протекать быстро. Гидролиз также можно ускорить с помощью кислот, в том числе и слабых, таких как винная или лимонная. Аналогично, кислотность желудка частично обращает сахарозу в глюкозу и фруктозу во время пищеварения.

### Реакция сахарозы с гидроксидом меди(II)
Поскольку связь между остатками моносахаридов в сахарозе образована за счёт обоих гликозидных гидроксилов, данное вещество не обладает восстановительными свойствами. При добавлении раствора сахарозы к осадку гидроксида меди(II) он растворяется; жидкость окрашивается в синий цвет за счёт образования комплексного соединения. Но сахароза не может восстанавливать гидроксид меди(II) до оксида меди(I).